# Oľšinkov
Oľšinkov je obec nacházející se na Slovensku v okrese Medzilaborce v Prešovském kraji. Území obce se nachází na okraji Chráněné krajinné oblasti Východné Karpaty a sousedí s Polskem.  Žije zde 20 obyvatel.

## Pamětihodnosti
- Pravoslavný Chrám Narození přesvaté Bohorodičky z roku 1776